# Ophiorrhiza extenuata
Ophiorrhiza extenuata là một loài thực vật có hoa trong họ Thiến thảo. Loài này được S.Moore mô tả khoa học đầu tiên năm 1924.